# Andy Williams
Howard Andrew "Andy" Williams (3 tháng 12 năm 1927 – 25 tháng 9 năm 2012) là một ca sĩ và sáng tác nhạc người Mỹ. Ông đã thu âm 44 album trong suốt sự nghiệp của mình,15 trong số đó đã được chứng nhận Vàng và ba trong số đó đã được chứng nhận bạch kim. Ông cũng từng nhận 6 đề cử giải Grammy.Ông là người dẫn chương trình cho The Andy Williams Show, một show truyền hình tạp kỹ, kéo dài từ năm 1962 tới năm 1971, và nhiều sản phẩm truyền hình đặc biệt. The Andy Williams Show đã giành được 3 giải Emmy. Nhà hát Moon River ở Branson, Missouri, được đặt theo tên của bài hát ông hát và được biết đến nhiều nhất, "Moon River".

## Điện ảnh
- 1944: Janie
- 1944: Kansas City Kitty
- 1947: Ladies' Man
- 1947: Something in the Wind
- 1960: The Man in the Moon
- 1964: I'd Rather Be Rich
- 1999: Dorival Caymmi (documentary)
- 2009: Sebring (documentary)